# Ossie Stewart
Jonathan Richards, né le 31 janvier 1954, est un skipper britannique.

## Carrière
Ossie Stewart participe aux Jeux olympiques de 1992 à Barcelone et remporte la médaille de bronze dans l'épreuve du Soling.